# جاويدان هانم
جاويدان هانم أو ماريانا ماى توروك هون زندرو (1877 - 1968)، كونتيسة نمساوية وزوجة الخديوي عباس حلمي الثاني. ولدت في فيلادلفيا، وتزوجت من الخديوي عباس حلمي الثاني في 1 مارس 1910 لتصبح الزوجة الثانية له وغيرت اسمها بعد الزواج إلى جاويدان هانم، كما اعتنقت الإسلام. ولم يدم زواجهما طويلا حيث تم الطلاق في عام 1913 وعملت بعد الطلاق فترة في التمثيل.
كتبت مذكراتها فيما بعد عن فترة إقامتها في مصر، وقد سجّلت تلك المذكرات الحياة داخل القصور المصرية وعادات أفراد الطبقة العليا واحتفالاتهم. ورسمت جويدان صورة إيجابية إنسانية عن الخديوي عباس حلمي الثاني، كما أنها حكت بعض المواقف الطريفة عن اضطرارها إلى التنكر في زي رجل لمصاحبة زوجها في الزيارات الرسمية حيث أن التقاليد وقتها كانت تمنع ظهور زوجة الحاكم في مثل تلك المناسبات. كما أنها وصفت تفاصيل حياة الحريم في الحرملك منتقدة بشدة العزل الذي كانت النساء الشرقيات يعيشونه في عصرها، وهاجمت حجاب المرأة في ذلك العصر .